# Coventry Patmore
Retrato de Coventry Patmore, obra de John Singer Sargent (1894)
assinatura
Coventry Kersey Dighton Patmore (Woodford, Essex, 23 de julho de 1823 — Lymington, Hampshire, 26 de novembro de 1896) foi um poeta e crítico literário inglês. Ele é mais conhecido por seu livro de poesia The Angel in the House, um poema narrativo sobre o ideal vitoriano de um casamento feliz.
Quando jovem, Patmore trabalhou para o Museu Britânico em Londres. Após a publicação de seu primeiro livro de poemas em 1844, ele conheceu membros da Irmandade Pré-Rafaelita. Após a morte de sua primeira esposa, sua dor pela morte dela tornou-se um tema importante em sua poesia. Patmore é hoje um dos poetas vitorianos menos conhecidos, mas mais bem conceituados.

## Biografia

### Juventude
Filho mais velho do escritor Peter George Patmore, Coventry Patmore nasceu em Woodford, Essex, educado em uma escola particular. O menino era muito próximo de seu pai Peter e desde cedo demonstrou interesse pela literatura. O primeiro objetivo de Coventry Patmore era se tornar um artista; ele ganhou a paleta de prata da Royal Society of Arts em 1838. Em 1839, sua família enviou Patmore para uma escola na França por seis meses, onde ele começou a escrever poesia. Ao retornar à Inglaterra, Peter Patmore planejou publicar alguns dos poemas juvenis de seu filho; no entanto, Coventry Patmore se interessou pela ciência e deixou de lado a poesia.

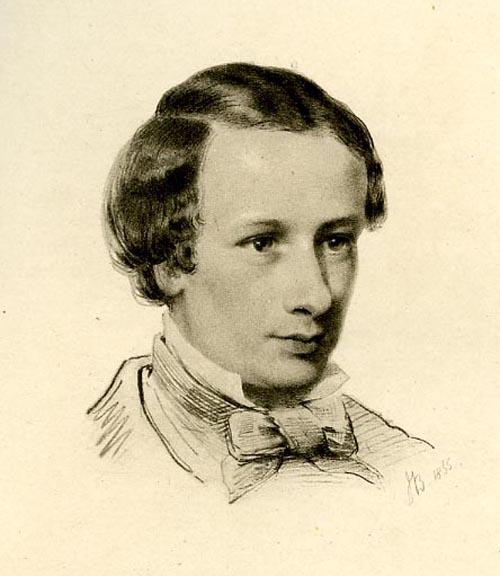
Desenho de Coventry Patmore, por John Brett, 1855

Em 1846, com a ajuda de Richard Monckton Milnes, Coventry Patmore foi nomeado assistente de supranumerário de livros impressos no Museu Britânico. Ele ocuparia esse cargo pelos próximos 19 anos, enquanto dedicava seu tempo livre a escrever poesia. Em 1847, Patmore casou-se com Emily Augusta Andrews, filha do Dr. Andrews de Camberwell. Em 1851, o casal tinha dois filhos: Coventry (nascido em 1848) e Tennyson (nascido em 1850). Três filhas se seguiram: Emily (nascida em 1853), Bertha (nascida em 1855) e Gertrude (nascida em 1857), antes de seu último filho, Henry John, nascer em 1860. Emily Andrews escreveu histórias infantis.
Inspirado pelo sucesso literário de Alfred Tennyson, Patmore dedicou mais energia à escrita. Em 1844, publicou um pequeno volume de Poems, que teve um sucesso comercial limitado. No entanto, Patmore ficou mais aborrecido com uma crítica severa de seu trabalho na Blackwood's Magazine. Desanimado, Patmore comprou o restante da edição e a destruiu. Seus amigos o incentivaram a continuar escrevendo e lhe deram valiosos comentários. Além disso, a publicação de Poems permitiu que ele se relacionasse com outras figuras literárias, incluindo Dante Gabriel Rossetti. Rossetti apresentou Patmore a William Holman Hunt, que levou Patmore à Irmandade Pré-Rafaelita, contribuindo com seu poema “The Seasons” para a publicação periódica The Germ.
Durante seu tempo no Museu Britânico, Patmore foi fundamental para o início do Movimento Voluntário em 1852. Ele escreveu uma importante carta ao The Times sobre o assunto e despertou muito entusiasmo entre seus colegas. Ele também apresentou o acadêmico David Masson a Emily Rosaline Orme, sobrinha de sua esposa Emily, ambas grandes defensoras do sufrágio e dos direitos das mulheres.

### Obras principais

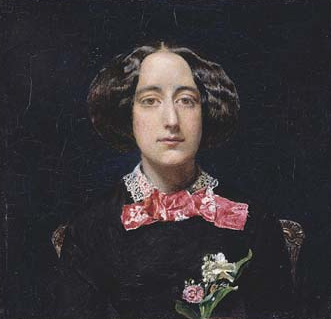
A esposa de Patmore, Emily, o modelo para o retrato “Angel in the House”, de John Everett Millais

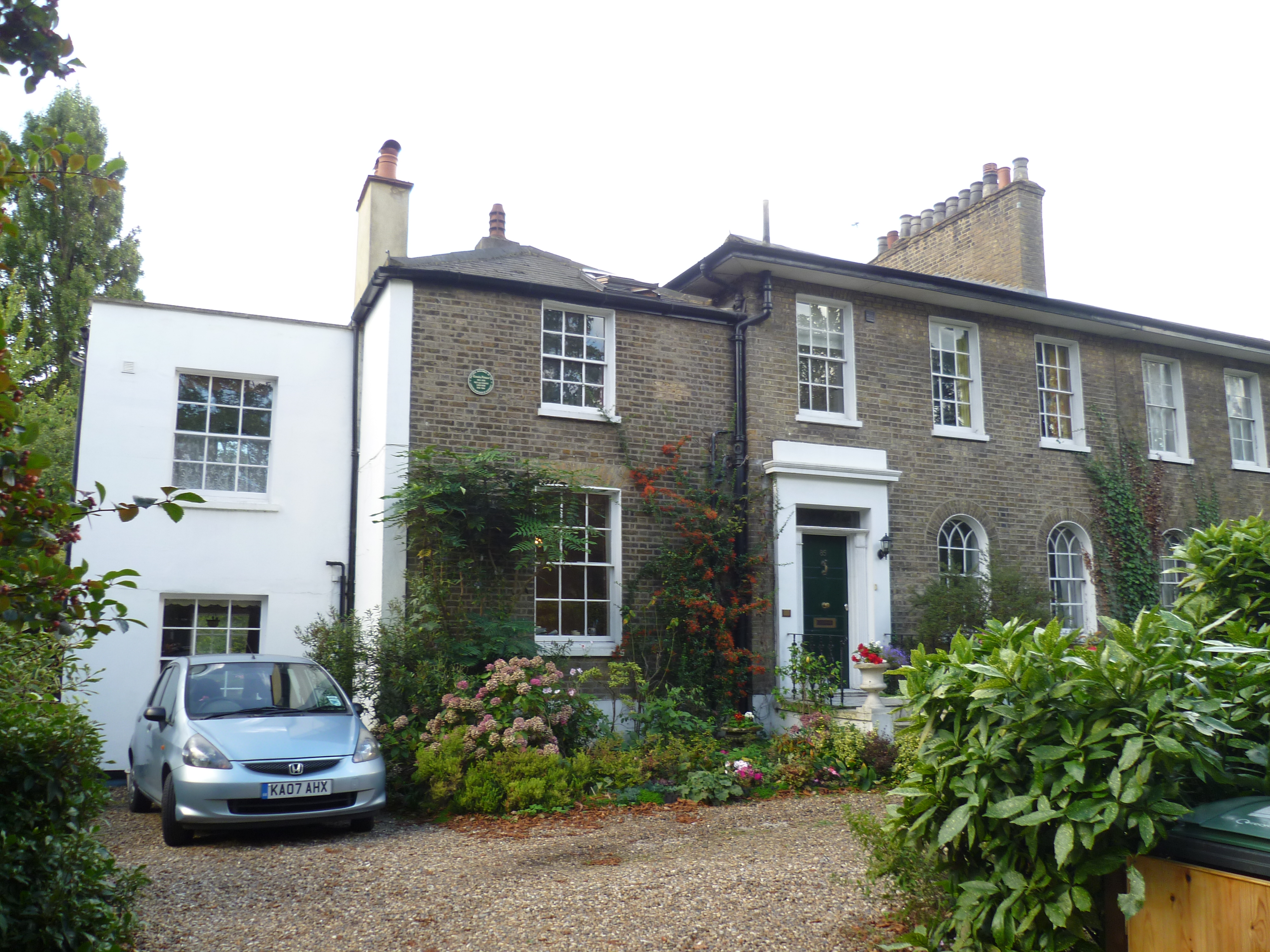
Casa de Patmore em Fortis Green, 85, 1858–1860

Em 1853, Patmore republicou Tamerton Church Tower, a mais bem-sucedida de suas peças de Poems de 1844. Ele também acrescentou vários poemas novos que mostravam mais sofisticação na concepção e no tratamento. Em 1854, Patmore publicou a primeira parte de seu poema mais conhecido, The Angel in the House. The Angel in the House é um longo poema narrativo e lírico, com quatro partes, publicado entre 1854 e 1862:
- The Betrothed (1854)
- The Espousals (1856), que elogia sua primeira esposa;
- Faithful for Ever (1860)
- The Victories of Love (1862)

Patmore publicou as quatro obras juntas em 1863. As obras passaram a simbolizar o ideal feminino vitoriano — que não era necessariamente o ideal entre as feministas do período.
Em 1861, Patmore e sua família estavam morando em Elm Cottage, North End, Hampstead. Em 5 de julho de 1862, Emily Patmore morreu após uma longa doença e, pouco tempo depois, Patmore se filiou à Igreja Católica Romana.
Em 1864, Patmore se casou com Marianne Byles, filha de James Byles de Bowden Hall, Gloucester. Em 1865, Patmore construiu o Buxted Hall, em Surrey, que ele descreveu em How I managed my Estate (1886). Em 1877, Patmore publicou The Unknown Eros, que alguns comentaristas acreditam conter seu melhor trabalho poético, e em 1878 Amelia, seu poema favorito, juntamente com um ensaio sobre a lei métrica inglesa. Essa tendência à crítica continuou em 1879 com um volume de artigos intitulado Principle in Art, e novamente em 1893 com Religio Poetae.
A segunda esposa de Patmore, Marianne, faleceu em 1880 e, em 1881, ele se casou com Harriet Robson, de Bletchingley, Surrey (nascida em 1840), a governanta de seus filhos. Seu filho Francis nasceu em 1882. Patmore também teve uma profunda amizade com a poetisa Alice Meynell, que durou vários anos. Por fim, ele se apaixonou por ela, forçando Meynell a terminar o relacionamento.
Nos últimos anos, Patmore viveu em Lymington, onde morreu em 1896. Ele foi enterrado no cemitério da igreja de Lymington.

## Avaliação
Uma edição coletada dos poemas de Patmore apareceu em dois volumes em 1886, com um prefácio característico que poderia servir como epitáfio do autor. “Escrevi pouco”, diz ele, “mas é tudo o que tenho de melhor; nunca falei quando não tinha nada a dizer, nem poupei tempo ou trabalho para tornar minhas palavras verdadeiras. Respeitei a posteridade; e se houver uma posteridade que se importe com as cartas, ouso esperar que ela me respeite”. A sinceridade subjacente a essa declaração, combinada com uma certa falta de humor que transparece em sua ingenuidade, aponta para duas das principais características da poesia anterior de Patmore; características que se fundiram e se harmonizaram quase inconscientemente à medida que seu estilo e sua intenção se uniam em uma unidade.
Assim como o amor feliz havia sido seu tema anterior, a dor da perda tornou-se, na maioria, seu tema posterior; pensamentos comoventes e sublimes sobre o amor, a morte e a imortalidade são transmitidos por meio de imagens surpreendentemente poéticas e formas incomuns nas odes de The Unknown Eros, sua melhor obra. A coleção está repleta não apenas de passagens, mas de poemas inteiros nos quais o pensamento elevado é expresso em poesia da mais rica e digna melodia. A espiritualidade informa sua inspiração; a poesia é brilhante e viva. A magnífica peça em louvor ao inverno, as cadências solenes e belas de “Departure” e o pathos caseiro, mas elevado, de “The Toys” são, em sua maneira, insuperáveis na poesia inglesa. Suas opiniões políticas um tanto reacionárias, que também se expressam em suas odes, são menos elogiadas hoje em dia, embora se possa dizer que refletem, assim como seus ensaios, uma mente séria e muito ativa. Patmore é hoje um dos poetas vitorianos menos conhecidos, mas mais bem conceituados.

## Publicações
- Patmore, Coventry Kersey Dighton (1889). «Principle in art, etc». Londres : B. Bell and Sons. Consultado em 4 de fevereiro de 2024
- Patmore, Coventry Kersey Dighton; Page, Frederick (1921). «Courage in politics, and other essays, 1885-1896;». Londres, Nova Iorque [etc.] : H. Milford, Oxford university press. Consultado em 4 de fevereiro de 2024

### Artigos
- «William Barnes, the Dorset Poet». New York : John B. Alden. 1885. Consultado em 4 de fevereiro de 2024
- John Holmes Agnew, Walter Hilliard Bidwell (1844). «Distinction». Nova Iorque, Filadélfia, Leavitt, Trow & Co. Consultado em 4 de fevereiro de 2024
- John Holmes Agnew, Walter Hilliard Bidwell (1844). «Three Essayettes». Nova Iorque e Filadélfia, Leavitt, Trow & Co. [etc.] Consultado em 4 de fevereiro de 2024